# Pseudochelidonium
Pseudochelidonium is een kevergeslacht uit de familie van de boktorren (Cerambycidae). De wetenschappelijke naam van het geslacht werd voor het eerst geldig gepubliceerd in 2007 door Vives, Bentanachs & Chew.

## Soorten
Pseudochelidonium is monotypisch en omvat slechts de volgende soort:
- Pseudochelidonium unonotaticolle (Hüdepohl, 1998)